# Iglenik pri Veliki Loki
Iglenik pri Veliki Loki je naselje v občini Trebnje.
Iglenik pri Veliki Loki je gručasta vasica severovzhodno od Velike Loke, k naselju spada tudi zaselek Šemrga. Na rahlo valovitem svetu okrog vasi so njive Brezje, Resnica, Zalaka, Dramarca, travniki Zelenka in Starine, na vzhodu, jugovzhodu, severu in severovzhodu pa jih obdajajo gozdovi Pecljevec, Zadele, Kravja dolina in Dramarca. V kraju so bili najdeni prazgodovinski grobovi, v preteklosti pa so živino napajali v vaških lužah, o katerih danes ni sledov.